# NBA 2017/18
NBA 2017/18 was het 72e seizoen van de NBA. Het reguliere seizoen begon op 17 oktober 2017 en eindigde op 14 april 2018. De play-offs begonnen op 15 april 2018.

## Verloop
Het reguliere seizoen begon op 17 oktober 2017, eerder dan voorgaande seizoenen om het aantal wedstrijden twee dagen achter elkaar dat teams moesten spelen te verminderen. De 2018 NBA All-Star Game werd gespeeld op 18 februari 2018 in het Staples Center in Los Angeles, Californië. LeBron James van de Cleveland Cavaliers werd uitgeroepen tot de All-Star Game Most Valuable Player. Het reguliere seizoen eindigde op 11 april 2018. De play-offs begonnen op 14 april 2018 en eindigden op 8 juni met de Golden State Warriors die de Cleveland Cavaliers versloegen in de NBA Finals.

## Coachwissels
| Team                        | 2016/17                     | 2017/18                     |
| Tijdens het seizoen 2017/18 | Tijdens het seizoen 2017/18 | Tijdens het seizoen 2017/18 |
| --------------------------- | --------------------------- | --------------------------- |
| Phoenix Suns                | Earl Watson                 | Jay Triano (interim)        |
| Memphis Grizzlies           | David Fizdale               | J. B. Bickerstaff (interim) |
| Milwaukee Bucks             | Jason Kidd                  | Joe Prunty (interim)        |

## Eindstand regulier seizoen
| Eastern Conference   | W  | V  |
| -------------------- | -- | -- |
| Toronto Raptors*     | 59 | 23 |
| Boston Celtics       | 55 | 27 |
| Philadelphia 76ers   | 52 | 30 |
| Cleveland Cavaliers* | 50 | 32 |
| Indiana Pacers       | 48 | 34 |
| Miami Heat*          | 44 | 38 |
| Milwaukee Bucks      | 44 | 38 |
| Washington Wizards   | 43 | 39 |
| Detroit Pistons      | 39 | 43 |
| Charlotte Hornets    | 36 | 46 |
| New York Knicks      | 29 | 53 |
| Brooklyn Nets        | 28 | 54 |
| Chicago Bulls        | 27 | 55 |
| Orlando Magic        | 25 | 57 |
| Atlanta Hawks        | 24 | 58 |

| Western Conference      | W  | V  |
| ----------------------- | -- | -- |
| Houston Rockets*        | 65 | 17 |
| Golden State Warriors*  | 58 | 24 |
| Portland Trail Blazers* | 49 | 33 |
| Oklahoma City Thunder   | 48 | 34 |
| Utah Jazz               | 48 | 34 |
| New Orleans Pelicans    | 48 | 34 |
| San Antonio Spurs       | 47 | 35 |
| Minnesota Timberwolves  | 47 | 35 |
| Denver Nuggets          | 46 | 36 |
| LA Clippers             | 42 | 40 |
| LA Lakers               | 35 | 47 |
| Sacramento Kings        | 27 | 55 |
| Dallas Mavericks        | 24 | 58 |
| Memphis Grizzlies       | 22 | 60 |
| Phoenix Suns            | 21 | 61 |

*Winnaars van de zes divisies

## Playoffs
|  | Eerste ronde | Eerste ronde          | Eerste ronde          |   |                      | Conference Halve Finale | Conference Halve Finale | Conference Halve Finale |  |  | Conference Finale | Conference Finale | Conference Finale   |   |  | NBA Finale | NBA Finale | NBA Finale |
|  |              |                       |                       |   |                      |                         |                         |                         |  |  |                   |                   |                     |   |  |            |            |            |
|  |              | Toronto Raptors       | 4                     |   |                      |                         |                         |                         |  |  |                   |                   |                     |   |  |            |            |            |
|  |              | Washington Wizards    | 2                     |   |                      |                         |                         |                         |  |  |                   |                   |                     |   |  |            |            |            |
|  |              | Washington Wizards    | 2                     |   | Toronto Raptors      | 0                       |                         |                         |  |  |                   |                   |                     |   |  |            |            |            |
|  |              |                       |                       |   | Toronto Raptors      | 0                       |                         |                         |  |  |                   |                   |                     |   |  |            |            |            |
|  |              |                       | Cleveland Cavaliers   | 4 |                      |                         |                         |                         |  |  |                   |                   |                     |   |  |            |            |            |
|  |              | Cleveland Cavaliers   | Cleveland Cavaliers   | 4 | 4                    |                         |                         |                         |  |  |                   |                   |                     |   |  |            |            |            |
|  |              |                       |                       |   | 4                    |                         |                         |                         |  |  |                   |                   |                     |   |  |            |            |            |
|  |              | Indiana Pacers        | 3                     |   |                      |                         |                         |                         |  |  |                   |                   |                     |   |  |            |            |            |
|  |              |                       |                       |   |                      |                         | Cleveland Cavaliers     | 4                       |  |  |                   |                   |                     |   |  |            |            |            |
|  |              |                       |                       |   |                      |                         |                         |                         |  |  |                   |                   |                     |   |  |            |            |            |
|  |              |                       | Boston Celtics        | 3 |                      |                         |                         |                         |  |  |                   |                   |                     |   |  |            |            |            |
|  |              | Philadelphia 76ers    | Boston Celtics        | 3 | 4                    |                         |                         |                         |  |  |                   |                   |                     |   |  |            |            |            |
|  |              |                       |                       |   | 4                    |                         |                         |                         |  |  |                   |                   |                     |   |  |            |            |            |
|  |              | Miami Heat            | 1                     |   |                      |                         |                         |                         |  |  |                   |                   |                     |   |  |            |            |            |
|  |              | Miami Heat            | 1                     |   | Philadelphia 76ers   | 1                       |                         |                         |  |  |                   |                   |                     |   |  |            |            |            |
|  |              |                       |                       |   | Philadelphia 76ers   | 1                       |                         |                         |  |  |                   |                   |                     |   |  |            |            |            |
|  |              |                       | Boston Celtics        | 4 |                      |                         |                         |                         |  |  |                   |                   |                     |   |  |            |            |            |
|  |              | Boston Celtics        | Boston Celtics        | 4 | 4                    |                         |                         |                         |  |  |                   |                   |                     |   |  |            |            |            |
|  |              |                       |                       |   | 4                    |                         |                         |                         |  |  |                   |                   |                     |   |  |            |            |            |
|  |              | Milwaukee Bucks       | 3                     |   |                      |                         |                         |                         |  |  |                   |                   |                     |   |  |            |            |            |
|  |              |                       |                       |   |                      |                         |                         |                         |  |  |                   |                   | Cleveland Cavaliers | 0 |  |            |            |            |
|  |              |                       |                       |   |                      |                         |                         |                         |  |  |                   |                   |                     | 0 |  |            |            |            |
|  |              |                       | Golden State Warriors | 4 |                      |                         |                         |                         |  |  |                   |                   |                     |   |  |            |            |            |
|  |              | Houston Rockets       | Golden State Warriors | 4 | 4                    |                         |                         |                         |  |  |                   |                   |                     |   |  |            |            |            |
|  |              | Houston Rockets       |                       |   | 4                    |                         |                         |                         |  |  |                   |                   |                     |   |  |            |            |            |
|  |              | Minnesota T'Wolves    | 1                     |   |                      |                         |                         |                         |  |  |                   |                   |                     |   |  |            |            |            |
|  |              | Minnesota T'Wolves    | 1                     |   | Houston Rockets      | 4                       |                         |                         |  |  |                   |                   |                     |   |  |            |            |            |
|  |              |                       |                       |   | Houston Rockets      | 4                       |                         |                         |  |  |                   |                   |                     |   |  |            |            |            |
|  |              |                       | Utah Jazz             | 1 |                      |                         |                         |                         |  |  |                   |                   |                     |   |  |            |            |            |
|  |              | Oklahoma City Thunder | Utah Jazz             | 1 | 2                    |                         |                         |                         |  |  |                   |                   |                     |   |  |            |            |            |
|  |              |                       |                       |   | 2                    |                         |                         |                         |  |  |                   |                   |                     |   |  |            |            |            |
|  |              | Utah Jazz             | 4                     |   |                      |                         |                         |                         |  |  |                   |                   |                     |   |  |            |            |            |
|  |              |                       |                       |   |                      |                         | Houston Rockets         | 3                       |  |  |                   |                   |                     |   |  |            |            |            |
|  |              |                       |                       |   |                      |                         |                         |                         |  |  |                   |                   |                     |   |  |            |            |            |
|  |              |                       | Golden State Warriors | 4 |                      |                         |                         |                         |  |  |                   |                   |                     |   |  |            |            |            |
|  |              | Portland Trailblazers | Golden State Warriors | 4 | 0                    |                         |                         |                         |  |  |                   |                   |                     |   |  |            |            |            |
|  |              | Portland Trailblazers |                       |   | 0                    |                         |                         |                         |  |  |                   |                   |                     |   |  |            |            |            |
|  |              | New Orleans Pelicans  | 4                     |   |                      |                         |                         |                         |  |  |                   |                   |                     |   |  |            |            |            |
|  |              | New Orleans Pelicans  | 4                     |   | New Orleans Pelicans | 1                       |                         |                         |  |  |                   |                   |                     |   |  |            |            |            |
|  |              |                       |                       |   | New Orleans Pelicans | 1                       |                         |                         |  |  |                   |                   |                     |   |  |            |            |            |
|  |              |                       | Golden State Warriors | 4 |                      |                         |                         |                         |  |  |                   |                   |                     |   |  |            |            |            |
|  |              | Golden State Warriors | Golden State Warriors | 4 | 4                    |                         |                         |                         |  |  |                   |                   |                     |   |  |            |            |            |
|  |              | Golden State Warriors |                       |   | 4                    |                         |                         |                         |  |  |                   |                   |                     |   |  |            |            |            |
|  |              | San Antonio Spurs     | 1                     |   |                      |                         |                         |                         |  |  |                   |                   |                     |   |  |            |            |            |

## Prijzen

### Individuele Prijzen
- Most Valuable Player: 
  James Harden (Houston Rockets)
- Rookie of the Year: 
  Ben Simmons (Philadelphia 76ers)
- Defensive Player of the Year 
  Rudy Gobert (Utah Jazz)
- NBA Sixth Man of the Year: 
  Lou Williams (Los Angeles Clippers)
- NBA Most Improved Player: 
  Victor Oladipo (Indiana Pacers)
- NBA Coach of the Year: 
  Dwane Casey (Toronto Raptors)

- NBA Sportsmanship Award: 
 Kemba Walker (Charlotte Hornets)
- J. Walter Kennedy Citizenship Award: 
 J. J. Barea (Dallas Mavericks)
- Twyman–Stokes Teammate of the Year Award: 
 Jamal Crawford (Minnesota Timberwolves)
- NBA Hustle Award: 
 Amir Johnson (Philadelphia 76ers)
- NBA Community Assist Award: 
 Kevin Durant (Golden State Warriors)
- NBA Lifetime Achievement Award: 
 Oscar Robertson (Cincinnati Royals en Milwaukee Bucks)

### All-NBA Teams
- All-NBA First Team:
  - F LeBron James, Cleveland Cavaliers
  - F Kevin Durant, Golden State Warriors
  - C Anthony Davis, New Orleans Pelicans
  - G James Harden, Houston Rockets
  - G Damian Lillard, Portland Trail Blazers

- All-NBA Second Team:
  - F Giannis Antetokounmpo, Milwaukee Bucks
  - F LaMarcus Aldridge, San Antonio Spurs
  - C Joel Embiid, Philadelphia 76ers
  - G Russell Westbrook, Oklahoma City Thunder
  - G DeMar DeRozan, Toronto Raptors

- All-NBA Third Team:
  - F Jimmy Butler, Minnesota Timberwolves
  - F Paul George, Oklahoma City Thunder
  - C Karl-Anthony Towns, Minnesota Timberwolves
  - G Stephen Curry, Golden State Warriors
  - G Victor Oladipo, Indiana Pacers

- NBA All-Defensive First Team:
  - F Robert Covington, Philadelphia 76ers
  - F Anthony Davis, New Orleans Pelicans
  - C Rudy Gobert, Utah Jazz
  - G Victor Oladipo, Indiana Pacers
  - G Jrue Holiday, New Orleans Pelicans

- NBA All-Defensive Second Team:
  - F Draymond Green, Golden State Warriors
  - F Al Horford, Boston Celtics
  - C Joel Embiid, Philadelphia 76ers
  - G Jimmy Butler, Minnesota Timberwolves
  - G Dejounte Murray, San Antonio Spurs

- NBA All-Rookie First Team:
  - Kyle Kuzma, Los Angeles Lakers
  - Lauri Markkanen, Chicago Bulls
  - Jayson Tatum, Boston Celtics
  - Donovan Mitchell, Utah Jazz
  - Ben Simmons, Philadelphia 76ers

- NBA All-Rookie Second Team:
  - John Collins, Atlanta Hawks
  - Josh Jackson, Phoenix Suns
  - Dennis Smith Jr., Dallas Mavericks
  - Lonzo Ball, Los Angeles Lakers
  - Bogdan Bogdanović, Sacramento Kings

1950 · 1951 · 1952 · 1953 · 1954 · 1955 · 1956 · 1957 · 1958 · 1959 · 
1960 · 1961 · 1962 · 1963 · 1964 · 1965 · 1966 · 1967 · 1968 · 1969 · 
1970 · 1971 · 1972 · 1973 · 1974 · 1975 · 1976 · 1977 · 1978 · 1979 · 
1980 · 1981 · 1982 · 1983 · 1984 · 1985 · 1986 · 1987 · 1988 · 1989 · 
1990 · 1991 · 1992 · 1993 · 1994 · 1995 · 1996 · 1997 · 1998 · 1999 · 
2000 · 2001 · 2002 · 2003 · 2004 · 2005 · 2006 · 2007 · 2008 · 2009 · 
2010 · 2011 · 2012 · 2013 · 2014 · 2015 · 2016 · 2017 · 2018 · 2019 · 
2020 · 2021 · 2022 · 2023 · 2024